# Cristóbal II de Dinamarca
Cristóbal II (29 de septiembre de 1276 - 2 de agosto de 1332) fue rey de Dinamarca desde 1320 hasta 1326 y nuevamente desde 1329 hasta su muerte. Entre 1289-1301 fue duque de Lolandia y Falster, entre 1303-1307 fue duque de Estonia y entre 1307-1315 duque de Halland y Samsø. Era el segundo hijo de Erik V Glipping. Su nombre está relacionado con el desastre nacional, ya que su mandato terminó en una disolución casi total del Estado danés.

## Biografía
Siendo hermano del rey Eric VI, Cristóbal era un posible heredero al trono. Como un hombre joven, con el título de Duque de Estonia, apoyó la política de su hermano. Entre otras cosas, arrestó al arzobispo Jens Grand en 1294. Poco después Cristóbal intentó asegurar parte de la corona al conseguir que los conspiradores prometieran que él, Cristóbal, sería rey cuando Eric fuese depuesto. Eric Menved se enteró de esto, sin embargo, y en 1315 tuvo Cristóbal que huir del país.
En 1318 Cristóbal estuvo de acuerdo con el desplazado arzobispo Esger Juul y otros grandes magnates fuera de la ley en un intento de conspiración contra el rey. Empezaron atacando en Escania sin éxito, pero cuando Eric Menved murió en 1319 sin dejar heredero, Cristóbal estaba listo. Eric estando en su lecho de muerte, advirtió de tener cuidado en no dejar que su hermano tomara el trono. 

## Primer reinado
Pero los magnates querían un poder real débil, y Cristóbal fue elegido como rey en enero de 1320; a cambio firmó un Haandfæstning contractual, la primera vez que este tipo de documentos se utilizó como carta de coronación. Él recibió un «estado en quiebra», en el que regiones enteras del reino fueron hipotecadas a magnates alemanes y daneses. Las condiciones de la carta eran muy duras, porque limitaban su capacidad de evaluar los impuestos, así como los pagos exigidos de las hipotecas. Cristóbal no podía tomar ninguna decisión en relación con el reino, sin el consentimiento de la nobleza y de los obispos. Los privilegios de la nobleza y la Iglesia fueron incluidos en la Carta, así como otros nuevos. Ningún obispo podía ser encarcelado, exiliado, ni multado sin la aprobación del Papa; ningún tribunal secular podía juzgar a cualquier eclesiástico, ninguna tierra o propiedad de la Iglesia debía pagar impuestos; los nobles podían aumentar las tarifas o rentas de los campesinos, y no podían verse obligados a luchar en el extranjero u obligados a pagar para equipar soldados para combatir en el extranjero; el rey tenía la obligación de rescatar a los nobles capturados dentro de un año; los impuestos pagados desde el reinado de Valdemar Sejr, ya fueran nobles o de la Iglesia iban a ser suprimidos, pero las deudas del reino debían ser pagadas. Este cambio de poder al rey duraría hasta 1660.
A pesar de la firma de la carta, el rey Cristóbal gobernó como si no existiera. Puesto que no podía exigir a los nobles eclesiásticos o daneses, él recaudó impuestos desastrosos sobre los territorios y campesinos alemanes.
Durante los siguientes años Cristóbal trató de fortalecer su posición mediante la reactivación de la política de Eric de la guerra contra los ducados, condados y ciudades del norte de Alemania. Esto dio lugar a nuevas hipotecas e impuestos, y muy pronto estaba en conflicto con la iglesia y los magnates. 

## Exilio
Durante una rebelión en 1326 fue derrocado por una alianza entre magnates daneses, y los condes Gerard III de Holstein-Rendsburg y Juan I de Holstein-Kiel, hijo de Adolfo IV de Holstein. Cristóbal se vio obligado a abdicar y a exiliarse, mientras que el duque Valdemar V de Schleswig de Jutlandia del Sur, de 12 años de edad, se convirtió un rey de Dinamarca, bajo la regencia del conde Gerard. Obligaron a Valdemar, en su carta de coronación, a separar Jutlandia del Sur de Dinamarca, para que nunca más el rey de Dinamarca gobernara allí. Knud Knudson Porse tomó Halland por sí mismo por sus servicios al conde Gerard y al conde Juan. La disputa sobre el reparto de las tierras de Dinamarca rompió las alianzas que habían forzado a Cristóbal a salir fuera del país.
Hasta 1329 Cristóbal vivió en el exilio, pero un caos cada vez mayor en la "república de magnates" de Dinamarca, y fricciones entre Gerard y su primo el conde Juan III de Holstein-Plön, el medio hermano de Cristóbal, le dio otra oportunidad. De pronto, con la ayuda de Enrique II de Mecklemburgo, Cristóbal se preparó en Vordingborg con 2.000 caballeros montados alemanes. 
Desafortunadamente para Cristóbal, se dejaron rodear y se vieron obligados a rendirse. Después de un levantamiento campesino en Jutlandia, que fue aplastada sin piedad por el conde Gerard, los campesinos en Escania rogaron al rey Magnus IV de Suecia a gobernarlos. Él fácilmente aceptó y Dinamarca dejó de existir como un reino unido.

## Segundo reinado
Cristóbal fue restaurado como rey de Dinamarca 1329-1330 por la cooperación del conde Juan, pero esta vez fue reducido a la posición de un títere desde el principio. La mayor parte de su país fue hipotecado, y no tenía ninguna posibilidad de mantener el poder real. Jutlandia, por ejemplo, fue hipotecado por 100.000 marcos de plata que tenían que ser "puestas en la mesa todos a la vez" o la hipoteca no sería redimida. Fue una enorme hipoteca e imposible de pagar. El Conde Gerard tomó toda Jutlandia como su propiedad personal. El conde Juan hizo lo mismo en Fionia y Selandia. En 1331 Cristóbal intentó utilizar un conflicto entre los condes Gerard y Juan uniéndose a este último, que terminó en una clara derrota militar en Dannevirke. Bajo los términos del acuerdo entre los condes, a Cristóbal se le permitió retener el título de rey, pero en realidad no tenía poder alguno. Se le dio una casa sencilla en Sakskøbing en Lolandia, pero incluso eso fue quemado por los mercenarios alemanes. Cristóbal fue encarcelado en el castillo de Aalholm en Lolandia, donde murió un hombre arruinado y abatido al siguiente año.
A su muerte Dinamarca dejó de ser un reino formal, y durante los siguientes ocho años fue sometido por varios acreedores hipotecarios al gobierno militar alemán. 
El juicio de la historia sobre Cristóbal ha sido extremadamente duro, y a menudo ha sido considerado como un débil, poco fiable e incapaz tirano -"el rey que hipotecó Dinamarca a los alemanes". Él en muchos aspectos, simplemente continuó la política de su predecesor. La política de hipotecar partes de Dinamarca era una práctica común por parte de los nobles y reyes por igual, para recaudar dinero. Sería incorrecto llamarlo un gobernante pasivo, el poder de la alta nobleza danesa y alemana y su cooperación con el establecimiento de la iglesia minó su libertad de acción.
Cristóbal II fue enterrado en la Iglesia del monasterio de Sorø. 

## Matrimonio e hijos
Se casó en 1300, con Eufemia de Pomerania, con quien tuvo los siguientes hijos; 
1. Margarita (1305-1340), se casó con el duque Luis V de Baviera
2. Eric (1307-1331), se casó con Isabel de Holstein-Rendsburg, hermana del conde Gerard III y viuda del duque Juan II de Sajonia-Luneburgo
3. Otón, duque de Lolandia, y Estonia (1310- después 1347)
4. Inés (d. 1312), murió joven
5. Heilwig (nacido c. 1315)
6. Valdemar (1320-1375)

Antes de su matrimonio tenía una amante de la familia de Lunge y dos hijos con ella: 
- Regitze Christofferdatter Løvenbalk ∞  Peder Stigsen (Krognos) de Krapperup
- Erik Christoffersen Løvenbalk, con descendencia. De este hijo desciende la línea moderna de los duques de Schleswig-Holstein y la antigua Casa de Hohenzollern prusiana.